# Trévillach
Trévillach – miejscowość i gmina we Francji, w regionie Oksytania, w departamencie Pireneje Wschodnie.
Według danych na rok 1990 gminę zamieszkiwały 92 osoby, a gęstość zaludnienia wynosiła 5 osób/km² (wśród 1545 gmin Langwedocji-Roussillon Trévillach plasuje się na 809. miejscu pod względem liczby ludności, natomiast pod względem powierzchni na miejscu 422.).